# 卡拉泽伊市镇
卡拉泽伊市镇（俄语：Каразейское муниципальное образование）是俄罗斯联邦伊尔库茨克州奎屯区所属的一个市镇。其下辖有2个居民点，行政中心为卡拉泽伊。据2016年统计，该市镇的人口为1144人。